# ایت تودرت

آیت تودرت

آیت تودرت (به عربی: أیت تودرت) یک شهرداری در الجزایر است که در استان تیزی وزو واقع شده‌است.